# Ho-Ni II
Ho-Ni II – japońskie samobieżne działo polowe z okresu II wojny światowej, wykorzystujące podwozie czołgu Typ 97 Chi-Ha. Uzbrojone w haubicę kalibru 105 mm.